# Kamameshi

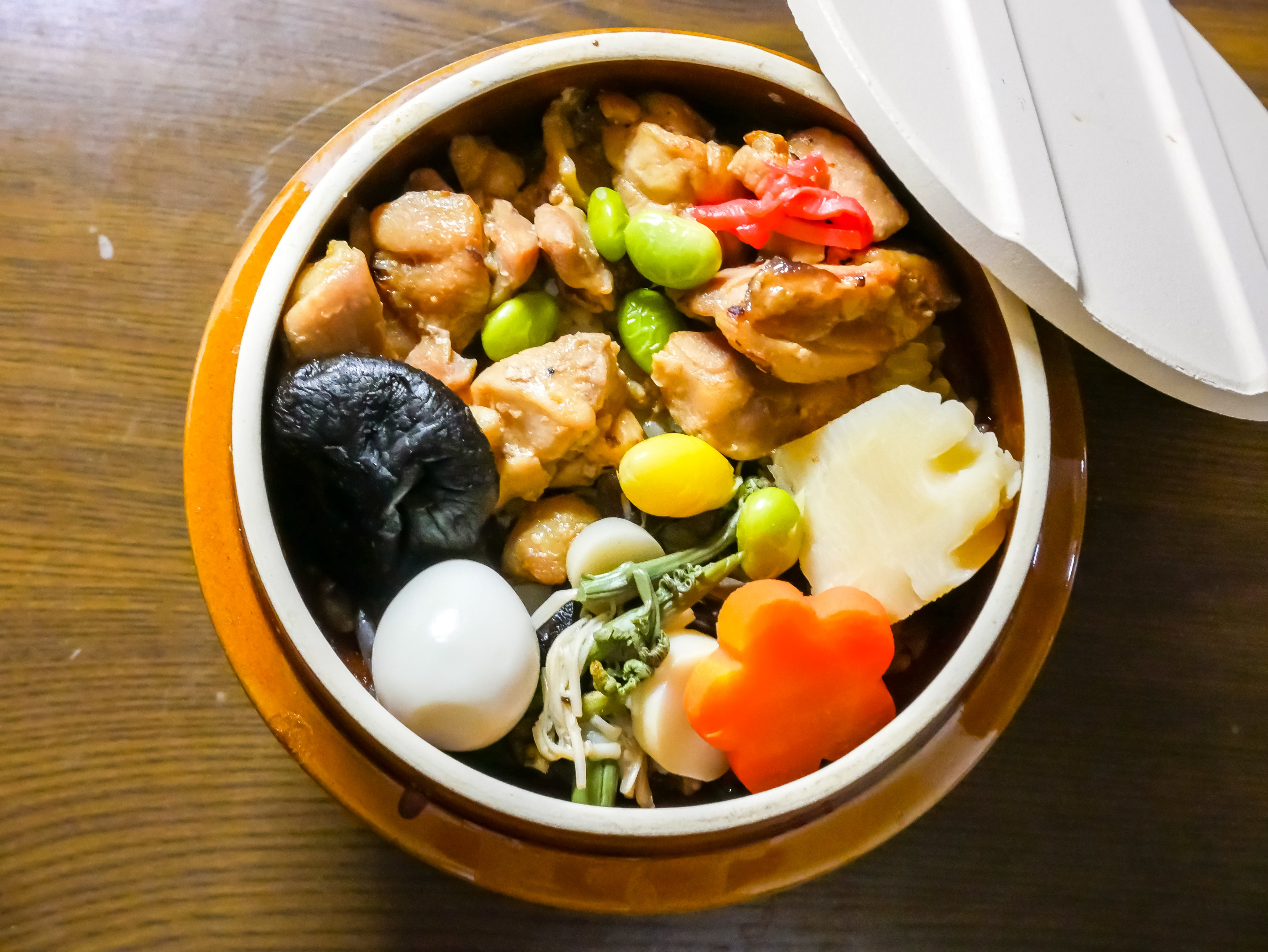
Món ăn Kamameshi được bày biện trên bàn.

Kamameshi (釜 飯) (nghĩa đen là "cơm ấm"), là một món cơm truyền thống của Nhật Bản được nấu trong nồi sắt kama . Kamameshi ban đầu dùng để chỉ món ăn từ gạo được nấu và ăn chung trong nồi kama. Thực khách có thể ăn món ăn trực tiếp từ nồi kama hoặc có thể xới cơm vào từng bát riêng.  Thuật ngữ này xuất hiện vào cuối thời kỳ Minh Trị và có mối liên hệ với việc cả một cộng đồng cùng ăn cơm chung sau trận đại động đất Kantō vào năm 1923 . Sau đó, tương tự như món takikomi gohan, kamameshi được dùng để chỉ một loại cơm thập cẩm của Nhật Bản được nấu với nhiều loại thịt, hải sản và rau, được dùng kèm nước tương, rượu sake hoặc rượu mirin để tăng hương vị.   Bằng cách nấu cơm và cho các nguyên liệu khác nhau vào trong nồi sắt, cơm sẽ có một lớp hơi cháy ở đáy làm tăng thêm hương vị hấp dẫn. Kama được thiết kế đặc biệt để chế biến kamameshi đã xuất hiện trên thị trường khi món ăn này trở nên phổ biến trên khắp Nhật Bản, và kamameshi được chuẩn bị bằng cách đặt trực tiếp trên bàn cho bữa ăn.  Một phiên bản khiêm tốn hơn của kama được sử dụng để tạo ra một khẩu phần kamameshi riêng lẻ, và món ăn này hiện là một ekiben phổ biến.
Nhiều nền ẩm thực Đông Á cũng chế biến cơm theo cách tương tự bằng cách sử dụng nồi đất hoặc bát đá. Ở Trung Quốc, nó được gọi là guō fàn (鍋飯), trong tiếng Quảng Đông là bo zai fan (煲仔飯), và ở Hàn Quốc, món này được gọi là dolsot bibimbap (돌솥 비빔밥).